# Mitologia irlandesa

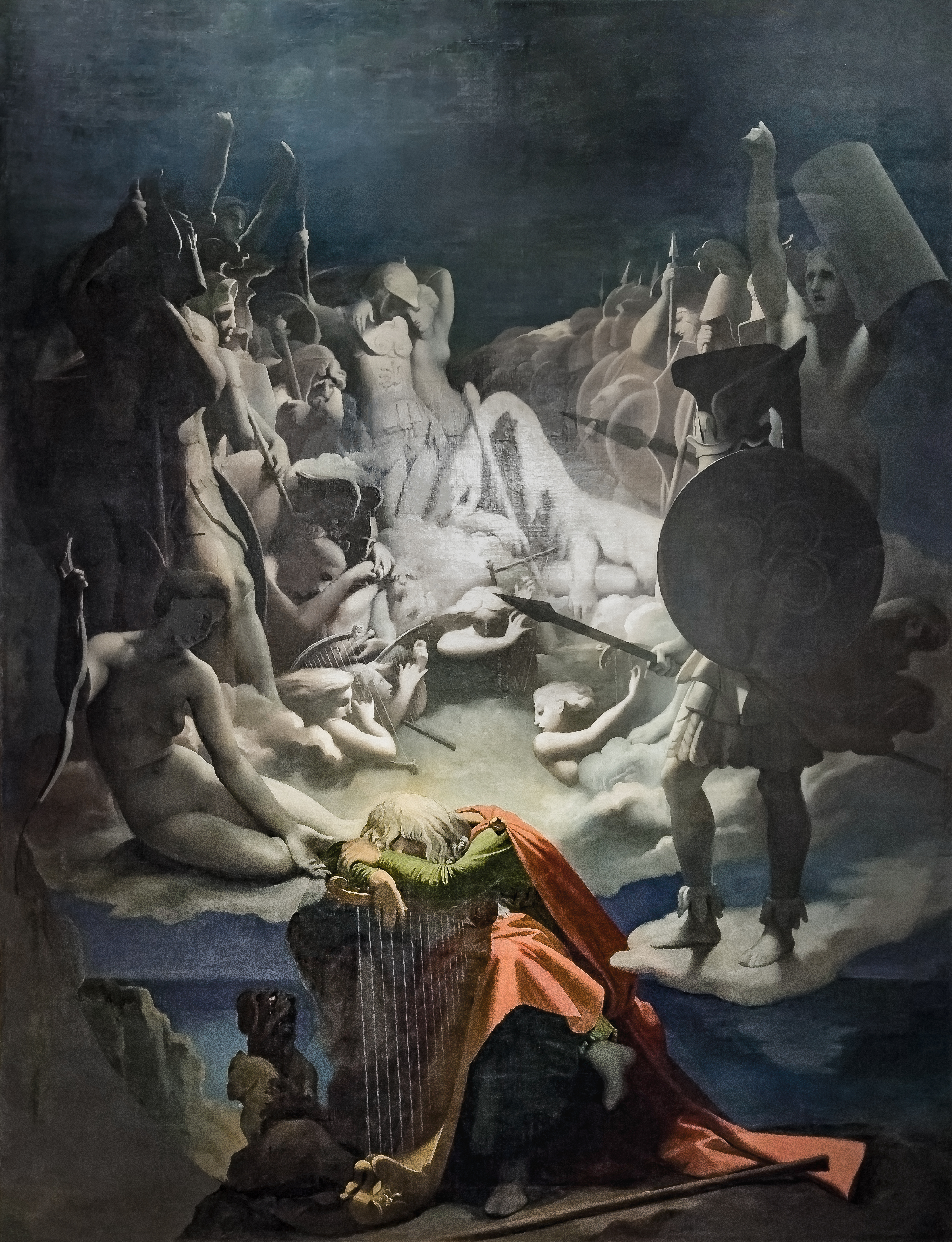
O sonho de Ossian, de Jean Auguste Dominique Ingres. Ossian é um personagem de James Macpherson, baseado no Oisín do Ciclo Feniano.

A mitologia da Irlanda pré-cristã não sobreviveu inteiramente à conversão ao cristianismo, mas boa parte dela foi preservada, removido o seu significado religioso, na literatura medieval irlandesa, a qual representa o mais abrangente e o mais bem preservado de todos os ramos da mitologia celta. Embora muitos dos manuscritos não tenham sobrevivido e ainda mais material provavelmente jamais tenha sido registrado pela escrita, bastante para possibilitar a identificação de quatro ciclos distintos, embora sobrepostos: o Ciclo Mitológico Irlandês, o Ciclo do Ulster, o Ciclo Feniano e o Ciclo Histórico Irlandês. Há também certa quantidade de textos mitológicos sobreviventes que não se encaixam em quaisquer dos ciclos. Em acréscimo, há um grande número de contos de fadas regist(r)ados que, embora não sejam estritamente mitológicos, apresentam personagens de um ou mais destes quatro ciclos.

## As fontes

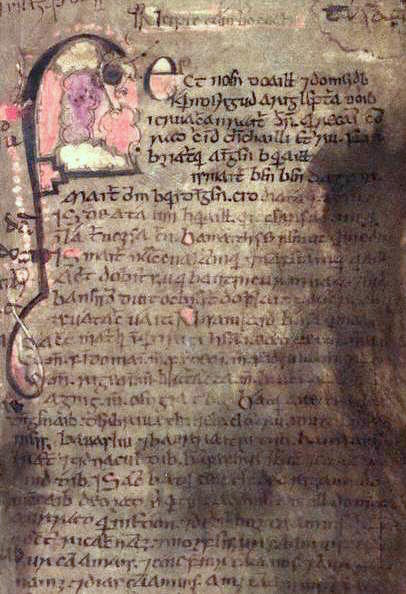
Facsimile do fólio 53 do Livro de Leinster, que se encontra na biblioteca do Trinity College, Dublin

As três principais fontes manuscritas da mitologia irlandesa são o Lebor na hUidre (fins do século XI/início do século XII), que está na biblioteca da Real Academia Irlandesa, o Livro de Leinster (início do século XII), na biblioteca do Trinity College, em Dublin, e o manuscrito Rawlinson B 502 ("Rawl."), abrigado na Biblioteca Bodleiana na Universidade Oxford. Apesar das datas destas fontes, a maior parte do material que eles contêm antecede sua composição. A prosa datável mais antiga, com base em fundamentos linguísticos, remonta ao século VIII, e alguns dos versos podem ser até do século VI.
Outras fontes importantes incluem um grupo de quatro manuscritos originados no oeste da Irlanda em fins do século XIV ou início do século XV: O Livro Amarelo de Lecan, O Grande Livro de Lecan, O Livro de Many e O Livro de Ballymote. O primeiro deles contêm parte da mais antiga versão conhecida do Táin Bó Cúailnge, abrigada no Trinity College. Os outros três estão na Academia Real. Outros manuscritos do século XV, tais como O Livro de Fermoy, também contém material interessante, bem como obras sincréticas posteriores tais como Foras Feasa ar Éirinn ("A História da Irlanda", cerca de 1640) de Geoffrey Keating, particularmente porque estes compiladores e escritores tardios podem ter tido acesso a fontes manuscritas desde então desaparecidas.
Ao utilizar estas fontes, é sempre importante questionar o impacto das circunstâncias nas quais foram produzidas. A maioria dos manuscritos foi criada por monges cristãos, que podem ter se sentido divididos entre o desejo de recordar sua cultura nativa e sua hostilidade religiosa às crenças pagãs, resultando na evemerização de alguns deuses. Muitas das fontes tardias podem também ter sido parte de um esforço de propaganda plane(j)ado para criar uma história para o povo da Irlanda que pudesse gerar uma equivalência da descendência mitológica dos fundadores de Roma, promulgada por Geoffrey de Monmouth e outros para os invasores britânicos. Havia também uma tendência para reescrever genealogias irlandesas, de modo a que se encaixassem no esquema conhecido da genealogia grega ou bíblica.
Outrora, não se questionava que a literatura medieval irlandesa preservasse tradições verdadeiramente antigas sob uma forma de tradição oral virtualmente inalterada através dos séculos até os antigos celtas. Tornou-se famosa a descrição do Ciclo do Ulster por Kenneth H. Jackson como uma "janela para a Idade do Ferro", e Garret Olmsted tentou traçar paralelos entre Táin Bó Cúailnge, o épico do Ciclo do Ulster e a iconografia do Caldeirão Gundestrup. Todavia, esta posição "nativista" tem sido desafiada por estudiosos "revisionistas" que acreditam que muito do material remanescente foi criado em épocas cristãs numa imitação deliberada da poesia épica da literatura clássica que veio com o aprendizado do latim. Os revisionistas apontam passagens aparentemente influenciadas pela Ilíada no "Táin Bó Cúailnge" e a existência do Togail Troi, uma antiga adaptação da Eneida encontrada no Livro de Leinster e observam que a cultura material das histórias é geralmente mais próxima da época da composição das histórias do que do passado distante. Um consenso tem surgido, o qual encoraja uma leitura crítica do material.

## Ciclo mitológico
O Ciclo Mitológico Irlandês, que contém histórias dos antigos deuses e das origens dos irlandeses, é o menos preservado dos quatro ciclos. As fontes mais importantes são o Metrical Dindshenchas ou Lore of Places ("Conhecimento dos Lugares") e o Lebor Gabála Érenn ou Book of Invasions ("Livro das Invasões"). Outros manuscritos preservam estes contos mitológicos, tais como O Sonho de Angus, A Corte de Étain e Cath Maige Tuireadh, A (segunda) Batalha de Magh Tuireadh. Uma das mais bem conhecidas de todas as histórias irlandesas, Oidheadh Clainne Lir ou "A Tragédia dos Filhos de Lir", é também parte deste ciclo.
Lebor Gabála Érenn é uma pseudo-história da Irlanda, remontando a linhagem dos irlandeses até Noé. Conta uma série de invasões ou "tomadas" da Irlanda por uma sucessão de povos, um dos quais era o povo conhecido como os Tuatha Dé Danann, que acreditava-se terem habitado a ilha antes da chegada dos Gaels ou milesianos. Eles encararam a oposição de seus inimigos, os Fomorianos, liderados por Balor do Olho Gordo. Balor foi eventualmente assassinado por Lug Lámfada (Lug do Braço Longo) na segunda batalha de Magh Tuireadh. Com a chegada dos Gaels, os Tuatha Dé Danann se retiram para os subterrâneos e se tornam o povo das fadas do mito e lenda posteriores.
A Metrical Dindshenchas é a grande obra onomástica da antiga Irlanda, dando os nomes lendários de lugares significativos numa seqüência de poemas. Inclui significativa informação sobre figuras e histórias do Ciclo Mitológico Irlandês, incluindo a Batalha de Tailtiu, na qual os Tuatha Dé Danann foram derrotados pelos milesianos.
É importante observar que lá pela Idade Média, os Tuatha Dé Danann não eram vistos propriamente como deuses, mas como um povo mágico capaz de mudar de forma, numa antiga Era de Ouro irlandesa. Textos tais como Lebor Gabála Érenn e Cath Maige Tuireadh os apresentam como reis e heróis do passado distante, incluindo histórias sobre suas mortes. Todavia, existe considerável evidência, tanto em textos quanto no mundo céltico mais amplo, de que outrora eles eram considerados divindades.
Mesmo depois de terem sido removidos do posto de governantes da Irlanda, personagens tais como Lug, as Mórrígan, Angus e Manannan aparecem em histórias que se passam séculos mais tarde, denunciando sua imortalidade. Um poema no Livro de Leinster lista muitos dos Tuatha Dé, mas conclui dizendo "embora [o autor] os enumere, ele não os venera". Goibniu, Creidhne e Luchtaine são denominados Trí Dée Dána ("três deuses de habilidade"), e o nome Dagda é interpretado em textos medievais como "o deus bom". Nuada é afim do deus pré-histórico britânico Nodens; Lug é um reflexo da divindade pan-celta Lugus; Tuireann pode ser relacionado ao Taranis gaulês; Ogma à Ogmios; e Badb à Catubodua.

### Outras importantes personagens Tuatha Dé Danann
- Boann
- Banba
- Brígida
- Creidhne
- Danu
- Dian Cecht
- Donn
- Ériu
- Étain
- Fódla
- Macha
- Nechtan
- Sídhe
- Banshee

## Ciclo do Ulster
O Ciclo do Ulster se passa no início da era cristã e a maior parte da ação se desenrola nas províncias do Ulster e Connacht. Consiste num grupo de histórias heróicas que tratam das vidas de Conchobar mac Nessa, rei do Ulster, o grande herói Cúchulainn, filho de Lug, e de seus amigos, amantes e inimigos. Estes são representados pelos Ulaid, ou povo do canto nordeste da Irlanda, e a ação das histórias é centrada em torno da corte real em Emain Macha, próxima a moderna cidade de Armagh. Os Ulaid têm vínculos próximos com a colônia irlandesa na Escócia, e parte do treinamento de Cúchulainn se passa naquela colônia.
O ciclo consiste de histórias de nascimentos, fases iniciais de vida e treinamento, namoros, batalhas, banquetes e morte de heróis, e refletem uma sociedade guerreira na qual a guerra consiste principalmente de combates individuais e a riqueza é medida principalmente em gado. Estas histórias são escritas principalmente em prosa. O ponto central do Ciclo do Ulster é o Táin Bó Cúailnge. Outros contos importantes deste ciclo incluem A Trágica Morte do Filho Único de Aife, O Banquete de Bricriu e A Destruição da Hospedaria de Da Derga. O Exílio dos Filhos de Usnach, mais conhecido como a tragédia de Deirdre e fonte das peças de John Millington Synge, William Butler Yeats e Vincent Woods, também faz parte deste ciclo.
O ciclo, em alguns aspectos, está próximo ao Ciclo Mitológico. Alguns dos personagens deste último reaparecem, e o mesmo tipo de magia de mudança de forma está muito em evidência. Lado a lado com um realismo cruel, quase insensível. Embora possamos suspeitar que uns poucos personagens, tais como Medb ou Cú Roí, tenham sido outrora divindades, e Cúchulainn em particular realize proezas super-humanas, os personagens são firmemente mortais e enraizados num tempo e lugar específicos. Se o Ciclo Mitológico representa a Idade de Ouro, o Ciclo do Ulster é a Idade Heróica da Irlanda.

## Ciclo Feniano
Como o Ciclo do Ulster, o Ciclo Feniano ocupa-se dos feitos dos heróis irlandeses. As histórias do Ciclo Feniano parecem se situar em torno do século III e principalmente nas províncias de Leinster e Munster. Eles se diferenciam dos outros ciclos na força de suas ligações com a comunidade de língua irlandesa na Escócia e existem muitos textos fenianos oriundos daquele país. Também diferem do Ciclo do Ulster no sentido de que as histórias são contadas principalmente em verso e num tom que as colocam mais próximas da tradição do romance do que da tradição do épico. As histórias giram em torno dos feitos de Fionn mac Cumhaill e seu grupo de soldados, os Fianna.
A fonte individual mais importante do Ciclo Feniano é o Acallam na Senórach (Colóquio do Velho), encontrado em dois manuscritos do século XV, o "Livro de Lismore" e o Laud610, bem como num manuscrito do século XVII de Killiney, Condado de Dublin. Por evidência lingüística, o texto, que tem cerca de 8000 linhas,  foi datado como sendo do século XII, e relembra as conversas entre Caílte mac Rónáin e Oisín, o último dos sobreviventes dos Fianna, e São Patrício. As datas tardias dos manuscritos podem refletir uma longa tradição oral para as histórias dos fenianos.
Os Fianna das histórias estão divididos pelo Clann Baiscne, liderados por Fionn, e o Clann Morna, liderado pelo inimigo, Goll mac Morna. Goll matou o pai de Fionn, Cumbal, em batalha e o garoto Fionn foi criado em segredo. Quando jovem, enquanto era treinado na arte da poesia, ele acidentalmente queimou seu polegar enquanto cozinhava o Salmão do Conhecimento, o que lhe permitia sugar ou morder seu polegar e receber rompantes de estupenda sabedoria. Ele tomou seu lugar como líder de seu grupo e numerosos contos são contados sobre suas aventuras. Dois dos maiores contos irlandeses, Tóraigheacht Dhiarmada agus Ghráinne (A Perseguição de  Diarmuid e Gráinne) e Oisín em Tír na nÓg formam parte do ciclo. A história de Diarmuid e Grainne, que é um dos poucos contos fenianos em prosa, é a provável fonte de "Tristão e Isolda".
O mundo do Ciclo Feniano é aquele no qual guerreiros profissionais passam seu tempo caçando, pescando, lutando e vivendo aventuras no mundo espiritual. Os recém-admitidos ao grupo devem ter conhecimentos de poesia e se submeter a certo número de testes físicos e provações. Novamente, não há elemento religioso nestes contos, a menos que se considere a veneração dos heróis.

## Ciclo Histórico
Era parte do dever dos bardos medievais irlandeses ou poetas da corte, regist(r)ar a história da família e a genealogia do rei o qual serviam. Eles o fizeram em poemas que fundiam o mitológico e o histórico em maior ou menor grau. As histórias resultantes formam o que se tornou conhecido como o Ciclo Histórico, ou mais corretamente, Ciclos, visto que existem vários grupos independentes.
Os reis ali cobertos vão desde o quase inteiramente mitológico Labraid Loingsech, que tornou-se Grande Rei da Irlanda por volta de 431 a.C., ao inteiramente histórico Brian Boru. Todavia, a maior glória do Ciclo Histórico é o "Buile Shuibhne" (A Loucura de Suibhne), uma história do século XII contada em verso e prosa.
Suibhne, rei de Dál nAraidi, foi amaldiçoado por São Ronan e tornou-se uma espécie de meio homem, meio pássaro, condenado a viver oculto nos bosques, fugindo da companhia humana. A história cativou a imaginação de poetas irlandeses contemporâneos e foi traduzida por Trevor Joyce e Seamus Heaney.

## Outros contos

### Aventuras
As aventuras, ou "echtrae", são um grupo de histórias de visitas ao Outro Mundo irlandês. O mais famoso, Oisin in Tir na nOg, pertence ao Ciclo Feniano, mas várias histórias separadas sobreviveram, incluindo "A Aventura de Conle", "A Viagem de Bran mac Ferbail" e a "A Aventura de Lóegaire".

### Viagens
As viagens, ou immrama, são contos de jornadas pelo mar e as maravilhas vistas nele. Estas, provavelmente nasceram das experiências de pescadores combinadas com elementos do Outro Mundo que comunicam as aventuras. Das sete "immrama" mencionadas nos manuscritos, somente três sobreviveram: a Viagem de Mael Dúin, a Viagem de Uí Chorra e a Viagem de Snedgus e Mac Riagla. A Viagem de Mael Duin é a precursora da "Viagem de São Brandão".

### Contos folclóricos
No início do século XIX, Herminie T. Kavanagh a qual regist(r)ou muitos contos, publicou-os em revistas e em dois livros. Vinte e seis anos após sua morte, os contos de seus dois livros, Darby O'Gill and the Good People e Ashes of Old Wishes serviram de base para o filme Darby O'Gill and the Little People. A afamada dramaturga irlandesa Lady Gregory também reuniu histórias folclóricas para preservar a história de sua terra natal.